# Synalpheus lockingtoni
Synalpheus lockingtoni is een garnalensoort uit de familie van de Alpheidae. De wetenschappelijke naam van de soort is voor het eerst geldig gepubliceerd in 1909 door Coutière.